# Andrij Fedečko
Andrij Myronovyč Fedečko (in ucraino Андрій Миронович Федечко?; Leopoli, 4 dicembre 1990) è un pentatleta ucraino.

## Biografia
Ha rappresentato l'Ucraina ai Giochi olimpici estivi di Rio de Janeiro 2016, classificandosi al 26º posto nell gara maschile.

## Palmarès
- Mondiali

Berlino 2015: bronzo nell'individuale;